# Thiago Gonçalves
Thiago Gonçalves,  mais conhecido como Thiago Jambo,  (Maceió, 27 de setembro de 1980) é um lutador brasileiro de MMA Atualmente compete no Peso-meio-médio do Bellator FC.

## Carreira Profissional
Thiago Jambo tem um cartel de no total de 19 lutas 15 vitórias 3 derrotas e 1 no contest. Jambo fez sua estreia no MMA contra o americano Nick Thompson no FCC 15 - Freestyle Combat Challenge 15 nos Estados Unidos, mas Thiago acabou perdendo a luta por finalização.

### Shooto Hawaii
Thiago lutou no Shooto Hawaii contra Casey Daniel e ganhou por finalização com uma kimura.

### Jungle Fight
Jambo lutou no Jungle Fight 9 contra Everton Santana Pinto e ganhou por decisão unânime.

### Bitetti Combat
Thiago lutou no Bitetti Combat 8 contra o japonês Eiji Ishikawa e ganhou por decisão unânime.

### Coliseu Extreme Fight
Thiago lutou em casa na primeira edição do Coliseu Extreme Fight em Maceió, Alagoas pelo cinturão internacional do Coliseu Extreme Fight contra o peruano Daniel Aspe, Thiago venceu por decisão unânime.

### The Ultimate Fighter Brasil 2
Thiago lutou nas eliminatórias do TUF Brasil 2 contra Viscardi Andrade mas perdeu.
Mas após Neilson Gomes se lesionar e deixar o reality, Thiago Jambo foi escolhido para voltar para a casa do TUF, e foi escolhido para lutar novamente com Viscardi Andrade, mas perdeu novamente,e após a luta Viscardi apontou o dedo no rosto de Minotauro e falou "essa é pra você" e ouve uma grande discussão.

### WOCS - Watch Out Combat Show
Thiago Jambo é esperado para enfrentar Alexandre Barros o "Baixinho" na edição de numero 27 do WOCS no dia 2 de agosto de 2013.
Thiago lutou contra Alexandre Barros no WOCS 27 e venceu por nocaute técnico aos 3 minutos e 5 segundos do segundo round.

### Pancrase
Após sua vitória sobre Alexandre Barros no WOCS 27 Jambo assinou um contrato com o evento de MMA do Japão o Pancrase.
Thiago lutou com o japonês Shingo Suzuki no Pancrase 253 no dia 3 de novembro, e o nocauteou com apenas um soco com apenas 26 segundos de luta.
Jambo lutou pela segunda vez no Pancrase contra o japonês Akihiro Murayama mas perdeu na decisão.

### World Series of Fighting
Gonçalves enfrentou Matt Baker em 5 de Junho de 2015 pelo WSOF 21, em sua estréia na organização, a luta aconteceu em um peso casado de 190 lbs porque Thiago aceitou a luta de última hora. Ele venceu a luta por desistência de seu adversário ao fim do segundo round.

### Bellator FC
No dia 22 de Agosto de 2015 foi Contratado pelo Bellator FC, Thiago assinou um contrato de 4 lutas pela organização.

## Cartel no MMA
| Cartel no MMA   |             |            |
| 24 lutas        | 18 vitórias | 5 derrotas |
| Por nocaute     | 4           | 1          |
| Por finalização | 3           | 1          |
| Por decisão     | 11          | 3          |
| No contest      | 1           | 1          |

| Res.    | Cartel   | Oponente               | Método                           | Evento                             | Data       | Round | Tempo | Local                   | Notas                                 |
| ------- | -------- | ---------------------- | -------------------------------- | ---------------------------------- | ---------- | ----- | ----- | ----------------------- | ------------------------------------- |
| Derrota | 18-5 (1) | Chidi Njokuani         | Nocaute (Chute no Corpo e Socos) | Bellator 156                       | 17/06/2016 | 3     | 2:39  | Fresno, California      |                                       |
| Vitória | 18-4 (1) | Matt Baker             | TKO (desistência)                | WSOF 21                            | 05/06/2015 | 2     | 5:00  | Edmonton, Alberta       | Peso Casado (190 lbs).                |
| Derrota | 17-4 (1) | Akihiro Murayama       | Decisão (unânime)                | Pancrase 257                       | 30/03/2014 | 3     | 5:00  | Yokohama                |                                       |
| Vitória | 17-3 (1) | Shingo Suzuki          | Nocaute (soco)                   | Pancrase 253                       | 03/11/2013 | 1     | 0:26  | Tóquio                  | Estreia no Pancrase; Nocaute da Noite |
| Vitória | 16-3 (1) | Alexandre Barros       | TKO (socos)                      | WOCS 27                            | 02/08/2013 | 2     | 3:05  | Rio de Janeiro          |                                       |
| Vitória | 15-3 (1) | Daniel Aspe            | Decisão (unânime)                | Coliseu Extreme Fight 1            | 09/09/2011 | 3     | 5:00  | Maceió, Alagoas         | Ganhou o Cinturão do CEF.             |
| Vitória | 14-3 (1) | Claudio Cesario        | Decisão (unânime)                | Insano Empalux - Grand Prix        | 12/03/2011 | 3     | 5:00  | Vitória, Espírito Santo |                                       |
| Vitória | 13-3 (1) | Eiji Ishikawa          | Decisão (Unânime)                | Bitetti Combat 8                   | 04/12/2010 | 3     | 5:00  | São Paulo               |                                       |
| Derrota | 12-3 (1) | Cory MacDonald         | Decisão (dividida)               | Heat XC 3 - Ruthless               | 17/07/2009 | 3     | 5:00  | Enoch, Alberta          |                                       |
| Vitória | 12-2 (1) | Armando Lelis          | Decisão (unânime)                | Kawai Arena 1                      | 13/12/2008 | 3     | 5:00  | São José dos Campos     |                                       |
| Vitória | 11-2 (1) | Everton Santana Pinto  | Decisão (unânime)                | Jungle Fight 9                     | 31/05/2008 | 3     | 5:00  | Rio de Janeiro          |                                       |
| NC      | 10-2 (1) | Julio Cesar dos Santos | Sem Resultado                    | Floripa Fight 4                    | 29/03/2008 | 1     | N/A   | Florianópolis           | Os lutadores caíram do cage.          |
| Vitória | 10-2     | Vagner Curio           | Decisão (dividida)               | Predador FC 6 - Octagon            | 25/08/2007 | 3     | 5:00  | São Paulo               |                                       |
| Vitória | 9-2      | Boris Jonstomp         | Decisão                          | Kickboxing Gala Free-Fight         | 15/10/2006 | 1     | N/A   | Beverwijk               |                                       |
| Vitória | 8-2      | Matt Ewin              | Decisão (unânime)                | CWFC - Showdown                    | 16/09/2006 | 3     | 5:00  | Yorkshire e Humber      |                                       |
| Vitória | 7-2      | Potielli Rossi         | Decisão (unânime)                | Staredown City                     | 05/02/2006 | 3     | 5:00  | Oostzaan                |                                       |
| Vitória | 6-2      | Kelly Bourassa         | Finalização (armlock)            | Battle of the Bay 3                | 11/11/2005 | 1     | 4:45  | Tampa, Florida          |                                       |
| Vitória | 5-2      | Sean Sallee            | Decisão (unânime)                | HOOKnSHOOT - The Final Showdown    | 10/09/2005 | 2     | 5:00  | Evansville, Indiana     |                                       |
| Vitória | 4-2      | Braden Workman         | Decisão (dividida)               | Full Throttle 3                    | 15/07/2005 | 3     | 5:00  | Geórgia                 |                                       |
| Vitória | 3-2      | Casey Daniel           | Finalização (kimura)             | Shooto Hawaii - Unleashed          | 25/03/2005 | 1     | 3:51  | Honolulu, Hawaii        |                                       |
| Derrota | 2-2      | Luigi Fioravanti       | Decisão (unânime)                | Absolute Fighting Championships 11 | 12/02/2005 | 2     | 5:00  | Ft. Lauderdale, Florida |                                       |
| Vitória | 2-1      | Ney Silva              | TKO (Socos)                      | Battle of New Orleans 17           | 10/12/2004 | 1     | 1:27  | New Orleans, Louisiana  |                                       |
| Vitória | 1-1      | Jasper Bufkin          | Finalização (socos)              | Battle of New Orleans 15           | 21/08/2004 | 1     | N/A   | Metairie, Louisiana     |                                       |
| Derrota | 0-1      | Nick Thompson          | Finalização (socos)              | Freestyle Combat Challenge 15      | 12/06/2004 | 2     | 2:39  | Hallracine, Wisconsin   |                                       |